# Kap Møsting
Kap Møsting är en udde i Grönland (Kungariket Danmark).   Den ligger i kommunen Sermersooq, i den södra delen av Grönland, 600 km öster om huvudstaden Nuuk.
Terrängen inåt land är kuperad. Havet är nära Kap Møsting åt sydost.  Det finns inga samhällen i närheten. 